# Юксель Шанли
Юксель Шанли (тур. Yüksel Şanlı; нар. 14 листопада 1973, Бурса, провінція Бурса) — турецький борець вільного стилю, бронзовий призер чемпіонатів світу, чемпіон та дворазовий срібний призер чемпіонатів Європи, учасник двох Олімпійських ігор.

## Життєпис
Боротьбою почав займатися з 1984 року. У 1988 році став срібним призером чемпіонату Європи серед кадетів, у 1991 році виборов бронзову нагороду на чемпіонаті Європи серед юніорів, а у 1993 став віце-чемпіоном Європи серед молоді.
Виступав за борцівський клуб «TEDAS» Анкара. Тренер — Якуб Топуз.

## Спортивні результати на міжнародних змаганнях

### Виступи на Олімпіадах
| Змагання                    | Збірна    | Вагова категорія          | Місце |
| --------------------------- | --------- | ------------------------- | ----- |
| Літні Олімпійські ігри 1996 | Туреччина | вільна боротьба, до 68 кг | 15    |
| Літні Олімпійські ігри 2000 | Туреччина | вільна боротьба, до 69 кг | 9     |

### Виступи на Чемпіонатах світу
| Змагання                        | Збірна    | Вагова категорія          | Місце  |
| ------------------------------- | --------- | ------------------------- | ------ |
| Чемпіонат світу з боротьби 1994 | Туреччина | вільна боротьба, до 68 кг | 9      |
| Чемпіонат світу з боротьби 1995 | Туреччина | вільна боротьба, до 68 кг | 5      |
| Чемпіонат світу з боротьби 1997 | Туреччина | вільна боротьба, до 69 кг | 8      |
| Чемпіонат світу з боротьби 1999 | Туреччина | вільна боротьба, до 69 кг | Бронза |

### Виступи на Чемпіонатах Європи
| Змагання                         | Збірна    | Вагова категорія          | Місце  |
| -------------------------------- | --------- | ------------------------- | ------ |
| Чемпіонат Європи з боротьби 1995 | Туреччина | вільна боротьба, до 68 кг | Срібло |
| Чемпіонат Європи з боротьби 1996 | Туреччина | вільна боротьба, до 68 кг | 7      |
| Чемпіонат Європи з боротьби 1997 | Туреччина | вільна боротьба, до 69 кг | Срібло |
| Чемпіонат Європи з боротьби 1998 | Туреччина | вільна боротьба, до 69 кг | Золото |
| Чемпіонат Європи з боротьби 1999 | Туреччина | вільна боротьба, до 69 кг | 6      |

### Виступи на інших змаганнях
| Змагання                           | Збірна    | Вагова категорія          | Місце  |
| ---------------------------------- | --------- | ------------------------- | ------ |
| Гран-прі Німеччини з боротьби 1995 | Туреччина | вільна боротьба, до 68 кг | Золото |
| Гран-прі Німеччини з боротьби 1996 | Туреччина | вільна боротьба, до 68 кг | 5      |
| Середземноморські ігри 1997        | Туреччина | вільна боротьба, до 69 кг | Золото |
| Гран-прі Німеччини з боротьби 2001 | Туреччина | вільна боротьба, до 76 кг | Золото |
| Середземноморські ігри 2001        | Туреччина | вільна боротьба, до 69 кг | Золото |

### Виступи на змаганнях молодших вікових груп
| Змагання                                       | Збірна    | Вагова категорія          | Місце  |
| ---------------------------------------------- | --------- | ------------------------- | ------ |
| Чемпіонат Європи з боротьби серед кадетів 1988 | Туреччина | вільна боротьба, до 47 кг | Срібло |
| Чемпіонат Європи з боротьби серед юніорів 1991 | Туреччина | вільна боротьба, до 63 кг | Бронза |
| Чемпіонат Європи з боротьби серед молоді 1992  | Туреччина | вільна боротьба, до 68 кг | 9      |
| Чемпіонат світу з боротьби серед молоді 1993   | Туреччина | вільна боротьба, до 68 кг | Срібло |